# Vanness Wu
Van Ness Wu (吳建豪T, 吴建豪S, Wú JiànháoP; Santa Monica, 7 agosto 1978) è un cantante e attore taiwanese.

## Carriera
Van Ness Wu comincia la propria carriera come membro della boy band F4/JVKV, con cui pubblica tre album. In seguito Wu pubblica anche quattro album da solista (tre usciti a Taiwan e uno per il mercato giapponese), e collabora con il cantante coreano Kangta nella produzione dell'album Scandal. Collabora anche in alcuni singoli di Beyoncé e CoCo Lee, e si esibisce insieme a Kanye West, durante il concerto Glow in the Dark Tour.
Come attore Wu è apparso in numerosi drama trasmessi dalla televisione taiwanese, sia con altri membri dei F4/JVKV, che da solo, ed ha recitato in tre film cinematografici, fra cui Kung Fu Chef, realizzati ad Hong Kong.
Fra le sue altre attività, Van Ness Wu ha lavorato come regista di due video musicali, tratti dall'album V.DUBB, ed alla campagna pubblicitaria cinese della Nike This Is Love. Ha inoltre scritto il libro Daydreamer, propria autobiografia.
Van Ness Wu parla fluentemente inglese e cinese.

## Discografia

### Solista
| Titolo | Tracce | Note |
| --- | --- | --- |
| 身體會唱歌 (Body Will Sing) [Sony Music Entertainment] - Data di uscita: 19 settembre 2002 - Paesi: Taiwan, Hong Kong, Giappone | 1. 序曲 (Intro) 2. 尋找茱麗葉 (Searching for Juliet) 3. My Friend 4. 我討厭我自己 (I Hate Myself) 5. 身體會唱歌 (Body Will Sing) 6. 寂寞廣場 (Lonely Square) 7. Sick 8. 想像十個你 (Imagine Ten of You) 9. 那個女生 (That Girl) 10. 午夜場的電影 (Midnight Movie) 11. 因為太愛你 (Cuz I Love You So Much) 12. Can't Help Falling in Love (degli F4)                                                                                              | "CD + CD Extra" contiene anche "Ask for More" degli F4 |
| V.DUBB [Sony BMG] - Data di uscita: 20 aprile 2007 - Paesi: Taiwan, Hong Kong, Giappone, Corea del Sud                          | 1. 我的王國 (My Kingdom) 2. Never Let You Go 3. 放手 (Let Go) 4. Just One Dance 5. Friday Night 6. 幻想這愛 (Wanna Love Somebody) 7. 零時差 (In Sync) 8. 媽媽 (Mama) 9. 如果 (If) 10. Eternity 11. 幻想這愛 (Wanna Love Somebody) (House Remix) (Cantonese Version) | La versione giapponese contiene anche una versione in giapponese di "Wanna Love Somebody" come traccia 11, più una versione in giapponese di "Wanna Love Somebody (Justin Michael Remix)" come traccia 12 |
| In Between [Sony BMG] - Data di uscita: 1º luglio 2008                                                                          | 1. 我不是自己 (I Am Not Myself) 2. Lucky Me 3. 自己的節奏 (My Own Pace) 4. 我討厭我自己 (I Hate Myself) 5. 午夜場的電影 (Midnight Movie) 6. 零時差 (Zero Time Adjustment) 7. 尋找茱麗葉 (Searching For Juliet) 8. 我的王國 (My Kingdom) 9. 放手 (Let Go) 10. 想像十個你 (Imagining Ten Of You) 11. Never Let You Go 12. Listen to Your Heart 13. 誰讓妳流淚 (Who Made You Cry) 14. 因為太愛你 (Because Of Loving You Too Much) 15. 媽媽 (Mother) | Raccolta di successi, con le prime tre tracce inedite |
| ONLY [PONY CANYON INC.] - Data di uscita: 20 maggio 2009                                                                        | 1. ONLY 2. Cinderella 3. Hello Super star | Primo singolo giapponese di Van Ness |
| I Don't Wanna Lose You [PONY CANYON INC.] - Data di uscita: 2 settembre 2009                                                    | 1. I don't wanna lose you 2. KODOKU 3. It's your girl 4. I don't wanna lose you (Instrumental) 5. KODOKU (Instrumental) 6. It's your girl (Instrumental) | Secondo singolo giapponese di Van Ness |
| Reason [PONY CANYON INC.] - Data di uscita: 20 gennaio 2010                                                                     | 1. Reason 2. Stuck on U 3. Reason (Instrumental) 4. Stuck on U (Instrumental) | Terzo singolo giapponese di Van Ness |
| Reflections [PONY CANYON INC.] - Data di uscita: 3 febbraio 2010                                                                | 1. Hyper Car 2. Kodoku 3. Stuck on U 4. Reason 5. Purple Rain 6. I Don't Wanna Lose You 7. Only 8. Super Model (English) 9. Sail Away (English) 10. Devil (English) | Primo cd giapponese di Van Ness |
| No More Tears [PONY CANYON INC.] - Released 2010 July 21                                                                        | 1. No more Tears 2. That Girl 3. Supafly 4. No more Tears (Instrumental) 5. That Girl (Instrumental) 6. Supafly (Instrumental) | Vanness fourth Japanese single |
| Soldier [PONY CANYON INC.] - Released 21 2010 September 21                                                                      | 1. Soldier 2. Shine on 3. Better 4. Soldier (Instrumental) 5. Shine on (Instrumental) 6. Better (Instrumental) | Vanness fifth Japanese single |
| C'est La V [Universal Music Taiwan] - Data di uscita: 15 luglio 2011                                                            | 1. Intro 2. 說愛就愛 (Love Faith Live) 3. Is This All feat. Ryan Tedder of OneRepublic 4. Do it feat. Vic Chou 5. 命定 (Destined) 6. 有你在 (When You're Near) 7. 只要她快樂 (Happiness) 8. 愛的手榴彈 (Love Grenade) 9. 愛沒走 (Don't Leave) 10. 哎呀 (Aiya) 11. 透明愛 (In The Limelight) 12. Knockin' | |
| Different Man [Universal Music Taiwan] - Released 2013 June 7                                                                   | 1. V.A.N.N.E.S.S (Intro) 2. 趁愛打劫 (Heart Thief) 3. 愛裡面(feat.Enik Lin) (Inside Love) 4. Different Man 5. Love Overtime 6. 讓我更愛我 (Beautiful) 7. 真的明白 (Realized) 8. 你怎麼知道 (How did you know) 9. 改裝(feat.Flowsik) (Let It Go) 10. LOV3 11. 小婚禮(Marry Me) 12. V.A.N.N.E.S.S (Outro) | Love Overtime is a tribute to Michael Jackson and Prince |
| #MWHYB [Universal Music Taiwan] - Released 2016 December 6                                                                      | 1. #MWHYB: The Beginning 2. BOOGIE 3. IKYK (feat. 孟佳 Meng Jia) 4. BASS GUN 5. 屬於你和我之間的事 (Matters of You and I) 6. 蹦蹦 (Jump Jump) 7. 玻璃屋 (Glass House) 8. 下一首情歌 (Next Love Song) 9. 愛是你愛是我 (Love is Me, Love is You) 10. Westside (feat. brandUN) 11. #MWHYB | |

### Kangta & Van Ness
SCANDAL - Kangta & Van Ness - 2006

### Altre collaborazioni
- Beyoncé Knowles - "Crazy in Love" (Solo versione distribuita in Asia con rap in cinese) [2004]
- Coco Lee - "Hip Hop Tonight" [2006]

## Filmografia

### Televisione
| Anno | Titolo                         | Titolo originale | Ruolo             | Note                                                                                     |
| ---- | ------------------------------ | ---------------- | ----------------- | ---------------------------------------------------------------------------------------- |
| 2001 | Meteor Garden                  | 流星花園         | Mei Zuo           | Taiwanese live-action adaptation of the Japanese manga, "Boys Over Flowers"              |
| 2001 | Meteor Rain                    | 流星雨           | Mei Zuo           |                                                                                          |
| 2001 | Meteor Garden II               | 流星花園2        | Mei Zuo           |                                                                                          |
| 2002 | Peach Girl                     | 蜜桃女孩         | Ah Li             | Taiwanese live-action adaptation of the Japanese manga of the same name                  |
| 2002 | Come To My Place               | 來我家吧         | JJ                | Taiwanese live-action adaptation of the Japanese manga "Uchi ni Oideyo" by Hidenori Hara |
| 2004 | Say Yes Enterprise             | 求婚事務所       | Song Zhen Kai     | Story 01: Cinderella                                                                     |
| 2008 | Wish to See You Again          | 這裡發現愛       | Leo               |                                                                                          |
| 2009 | Autumn's Concerto              | 下一站,幸福      | Ren Guang Xi      |                                                                                          |
| 2010 | Year Of The Rain               | 那年，雨不停國   | Ah Huang's cousin | Guest appearance, also the Executive Producer of the serial                              |
| 2011 | Material Queen                 | 拜金女王         | Cai Jiahao        |                                                                                          |
| 2012 | Ti Amo Chocolate               | 愛上巧克力       | Fang Jiahua       |                                                                                          |
| 2013 | Stars in Danger: The High Dive | 星跳水立方       | Himself           | Diving variety show. Qualified into finals                                               |
| 2015 | Asia's Got Talent              |                  | Himself           | Judge                                                                                    |
| 2016 | The Amazing Race China 3       | 极速前进第三季   | Himself           | With sister Melody                                                                       |
| 2016 | The Princess Weiyoung          | 锦绣未央         | Tuoba Yu          |                                                                                          |

### Film
| Anno | Titolo                                     | Titolo alternativo                | Ruolo                         | Note                                                                     |
| ---- | ------------------------------------------ | --------------------------------- | ----------------------------- | ------------------------------------------------------------------------ |
| 2003 | Star Runner                                | 少年阿虎 The Kumite (Canada, USA) | Bond Cheung                   | film di debutto nominato agli Hong Kong Film Awards come best new artist |
| 2005 | Dragon Squad                               | 猛龍 Dragon Heat (USA)            | Officer Wang Sun-Ho           |                                                                          |
| 2007 | Kung Fu Fighter                            | 功夫無敵                          | Ma                            |                                                                          |
| 2008 | Three Kingdoms: Resurrection of the Dragon | 三國之見龍卸甲                    | Guan Xing                     |                                                                          |
| 2009 | LaMB                                       |                                   | Dr. Grisworld                 | doppiaggio in inglese                                                    |
| 2009 | Kung Fu Chefs                              |                                   |                               |                                                                          |
| 2010 | The Haunting Lover                         |                                   |                               |                                                                          |
| 2010 | 1040 Movie                                 | Christianity In New Asia          | Himself (exclusive interview) |                                                                          |
| 2011 | The Road Less Travelled                    |                                   |                               |                                                                          |
| 2012 | Baseballove                                | 球愛天空                          | Lin Chenghui                  |                                                                          |
| 2013 | Machi Action                               | 變身                              |                               | Cameo                                                                    |
| 2014 | Girls                                      | 閨蜜                              | Sky (Jiu Tian)                |                                                                          |
| 2015 | Dragon Blade - La battaglia degli imperi   | 天將雄獅                          |                               | Cameo                                                                    |
| 2015 | Monk Comes Down the Mountain               | 道士下山                          | Cui Daorong                   |                                                                          |
| 2016 | Lulu The Movie                             | 露露的电影                        | Himself                       | Exclusive interview                                                      |
| 2017 | A-Choo                                     | 打噴嚏                            |                               | alternative title My Lover is a Superman (我的情敌是超人)                |
| 2019 | Ip Man 4                                   | 葉問4                             | Hartman Wu                    |                                                                          |
| TBD  | Pili Back                                  | 霹雳再现                          |                               |                                                                          |

## Libri
- Daydreamer - autobiografia
- Libri con gli F4
  - F4@Tokyo - 2005 photobook
  - Comic Man - The First Anniversary of F4 - 2002 photobook
  - Meteor In Barcelona  - 2002 photobook
  - F4 Music Party - 2001 photobook